# Chris Hunter (Basketballspieler)
Chris Hunter (* 7. Juli 1984 in Gary, Indiana) ist ein US-amerikanischer Basketballspieler. Er spielte früher für die Golden State Warriors in der NBA.
Als Collegespieler trat er für die Michigan Wolverines von der University of Michigan als Power Forward an.
Hunter spielte, da er nicht gedraftet wurde, zunächst in Europa in Polen (AZS Koszalin, 2006/2007) und Belgien (Spotter Leuven, 2007/2008), bevor vor der Saison 2008/2009 von den Fort Wayne Mad Ants in der NBA Development League verpflichtet wurde. Bei den New York Knicks unterschrieb er dann am 14. April 2009 und trat in zwei Vorbereitungsspielen auf, erzielte zwei Punkte in durchschnittlich 4½ Minuten pro Spiel, bevor er am 22. Oktober aussortiert wurde. Am 20. November unterschrieb Hunter bei den Golden State Warriors, was ihn zur ersten Verpflichtung der NBA-D-League-Saison 2009/2010 machte.